# وزیر اسکاتلند
وزیر اسکاتلند (گیلی اسکاتلندی: Rùnaire Stàite na h-Alba) از وزرای دولت بریتانیا است، که در سال ۱۷۰۷ تأسیس شد و مسئولیت امور دفتر اسکاتلند را برعهده دارد. این وزارتخانه از اعضای کابینه بریتانیا محسوب می‌شود. وزیر اسکاتلند به پیشنهاد نخست‌وزیر بریتانیا و با حکم پادشاهی بریتانیا منصوب می‌شود.